# Elèctrode de calomelans saturat
L'elèctrode de calomelans saturat és un elèctrode de referència basat en la reacció entre el mercuri i el clorur de mercuri (I). La fase aquosa en contacte amb el mercuri i el clorur de mercuri (I) (Hg₂Cl₂, calomelans) és una dissolució saturada de clorur de potassi en aigua.

## Aplicacions
S'utilitza en la mesura de pH i en electroquímica aquosa.